# لبنى وعمي لخضر
لبنى وعمي لخضر هو شريط تلفزي مغربي من إخراج إدريس المريني سنة 2021، عرض الفيلم على قناة الأولى خلال رمضان 1442، بطولة حسن فولان وهند بن جبارة إضافة إلى كل من محمد الأثير ، نزهة فريدو وعبدالحق بلمجاهد، وآخرون.

## القصة
لبنى طالبة الطب الشابة المنحدرة من مدينة صغيرة تجد نفسها بين عشية وضحاها بدون مأوى بمدينة الرباط حيث تدرس ، كيف تتصرف أمام هذا الوضع؟